# Rhinoceros (singel)
"Rhinoceros" to piosenka grupy The Smashing Pumpkins z jej debiutanckiego albumu Gish, napisana przez Billy'ego Corgana. Utwór stanowi wczesny przykład konstrukcji przeplatania się głośnych i cichych fragmentów, co stało się charakterystyczne dla brzmienia zespołu.
"Rhinoceros" nie został wydany jako oddzielny singel. Zamiast tego jest on pierwszym utworem na EPce Lull, którą sami członkowie grupy nazywają singlem "Rhinoceros".